# Battle Beast
I Battle Beast (Transformer Beast Formers) sono delle action figure prodotte in Giappone dalla Takara. Sono state importate in Italia dalla statunitense Hasbro nel 1984.
Si tratta di guerrieri animali antropomorfi muniti di armature robotiche, armi a una mano (come mazze e asce) e ologrammi sul petto, di tre tipi: fuoco, legno, acqua.
I Battle Beast nascono come spin-off dei Transformers, ma finiscono per vivere di vita propria.
La prima serie comprende 76 personaggi. La seconda serie, denominata Laser Beast, non giunse mai in Italia dal Giappone.